# Anohni and the Johnsons
Anohni and the Johnsons (vormals Antony and the Johnsons) ist eine US-amerikanische Band aus New York, bekannt geworden durch die transgeschlechtliche Sängerin, Liederschreiberin und Pianistin Anohni. Anohni, die künstlerisch mit verschiedenen Medien arbeitet und sich außerdem für die Rechte von Minderheiten engagiert, wurde zu einem Vorbild der Trans-Bewegung.

## Biografie
Anohni Hegarty ist transgeschlechtlich, sie wurde 1971 in Chichester, Sussex (England) geboren. Sie zog mit ihren Eltern 1977 nach Amsterdam, bevor sich die Familie im darauffolgenden Jahr in Kalifornien niederließ. Als Teenager begeisterte sie sich für den zeitgenössischen britischen Synthiepop, insbesondere für so gefühlsgeladene Torch-Song-Interpreten wie Marc Almond und Boy George. Im Jahre 1990 zog sie nach Manhattan, wo sie mit Partnerin Johanna Constantine den künstlerischen Zusammenschluss der Blacklips gründete.
Als der britische Neofolk-Musiker David Tibet von Current 93 ein Demo zu hören bekam, bot er an, Hegartys Musik auf seinem Label Durtro zu veröffentlichen. Die erste Veröffentlichung war 2000 eine Split-CD mit je einem Song von Current 93 (Immortal Bird) und dem Track Cripple And The Starfish von Antony And The Johnsons. Kurz darauf erschien das Debüt-Album Antony and the Johnsons. Den Bandnamen bezog sie auf die New Yorker Trans-Aktivistin Marsha P. Johnson. 2001 folgte die EP I Fell in Love with a Dead Boy, die zusätzlich zum Titel-Track die Cover-Version eines Songs von David Lynch/Angelo Badalamenti und einen Song von Current 93 enthält.
Nachdem der Produzent Hal Willner die EP hörte und sie Lou Reed präsentierte, rekrutierte dieser Hegarty umgehend für sein Projekt The Raven. Im Zuge der fortan wachsenden Aufmerksamkeit verpflichtete Anohni sich bei dem US-amerikanischen Label Secretly Canadian. Dort erschien mit The Lake eine weitere EP, bei der Lou Reed auf einem der Tracks als Gast mitwirkt. Zudem veröffentlichte Secretly Canadian das Debüt-Album 2004 erneut, womit es ein breiteres Publikum erreichte. Das zweite Album mit voller Länge – I Am a Bird Now (2005) – wurde von Kritikern hochgelobt und unter anderem mit dem britischen Mercury Music Prize ausgezeichnet.
Hegartys Stimme wurde mit der von Sängern und Sängerinnen wie Billie Holiday, Nina Simone und Otis Redding verglichen. Zahlreiche prominente Kollegen schätzen Anohnis Werk, darunter Philip Glass, Marc Almond, Lou Reed, Devendra Banhart und die auf I Am a Bird Now auftretenden Gastsänger Boy George und Rufus Wainwright.
Hegarty ist auf dem Album Volta (2007) von Björk als Gastsängerin zu hören. In zwei Liedern (The Dull Flame of Desire; My Juvenile) singen beide im Duett. 2008 sang Hegarty zusammen mit Herbert Grönemeyer den Song Will I Ever Learn? für dessen Best-of-Album Was muss muss ein. Außerdem wirkte sie 2008 beim Musik-Projekt Hercules and Love Affair mit. Am 19. Januar 2009 erschien das Album The Crying Light. Die erste Single Another World war vorab am 10. Oktober 2008 veröffentlicht worden. Das bereits Monate zuvor angekündigte Swanlights mit elf neuen Songs erschien am 10. Oktober 2010. Mit Fletta enthält es wiederum ein Duett mit Björk. Bereits im August 2010 erschien eine Vorläufer-EP, die vom aktuellen Album nur den Song Thank You for Your Love (auch als Video erhältlich) enthielt, außerdem eine Coverversion von Imagine. Der schwedische DJ Avicii produzierte für sein Debüt-Album True eine House-Version von Hope There's Someone. Den Text steuerte die schwedische Idol-Teilnehmerin Linnea Henriksson bei.
Seit 2015 nennt sie sich Anohni und produziert seitdem Musik unter diesem Namen. Am 6. Mai 2016 veröffentlichte Anohni das Album Hopelessness.
2016 wurde Anohni als erste Trans-Person für den renommierten Academy Award (Oscar) vorgeschlagen. Sie lehnte die Auszeichnung ab, unter anderem, weil ihr Song über den Klimawandel nicht akzeptiert wurde, und nahm nicht an der Preisverleihung teil.
2016 wurde Anohnis bildnerisches, malerisches und zeichnerisches Werk in der Kunsthalle Bielefeld erstmals ausgestellt.
Sie arbeitet auch mit Daniel Lopatin alias Oneohtrix Point Never zusammen.

## Stil
Die Songs von Anohni and the Johnsons sind Balladen, die zumeist in kammermusikalischer Besetzung mit Klavier, Cello, Geigen und akustischen Gitarren eingespielt sind, wobei hin und wieder auch Schlagzeug und elektrischer Bass hinzukommen. Dominiert werden die Songs durch Anohnis Stimme mit fast kontinuierlich präsentem Vibrato. Die Songs sind durchgehend sehr melancholisch, erzählen von der Fremdheit in der Welt, von sehnsuchtsvollen Momenten der Liebe und von dem Wunsch, eine Andere und somit frei zu sein. Indirekt thematisiert Anohni hierin auch ihre Lebenssituation als transgeschlechtliche Person. Der sentimentale Song Cripple and the Starfish ist Teil des Soundtracks der ARD-Tatort Folge „Dornröschens Rache“.

## Diskografie

### Alben
- Antony and the Johnsons (Durtro 2000; Secretly Canadian 2004) in Europa auf Cargo Records
- I Am a Bird Now (Secretly Canadian 2005) in Europa auf Rough Trade Records
- The Crying Light (Secretly Canadian 2009) in Europa auf Rough Trade Records
- Swanlights (Rough Trade/Beggars Group/Indigo 2010)[30]
- Cut the World (2012) in Europa auf Rough Trade Records
- Del suo veloce volo (2013) auf Universal Music, Mitschnitt eines Konzerts mit Franco Battiato
- Turning (2014) in Europa auf Rough Trade Records, Live Musik-CD als auch Film-DVD mit Performance von Charles Atlas
- Hopelessness (2016, nur Anohni)[31][32]
- My Back Was a Bridge for You to Cross (2023)

### EPs und Singles
- Cripple And The Starfish (Durtro 2000), Split-CD mit Current 93
- I Fell in Love with a Dead Boy (Durtro 2001)
- The Lake (Secretly Canadian 2004)
- Hope There’s Someone (Secretly Canadian 2004) in Europa auf Rough Trade Records
- You Are My Sister (Secretly Canadian 2005) in Europa auf Rough Trade Records
- Whose Are These / Tears Tears Tears (NO 7" Hot Rod Magazine 31 2006)
- Another World (Secretly Canadian 2008) in Europa auf Rough Trade Records
- Aeon/Crazy in Love (Secretly Canadian 2009) in Europa auf Rough Trade Records
- Anohni: 4 Degrees (2015)

### Videoclips
- Hope There’s Someone (2005, Regie: Glen Fogel)
- You Are My Sister (2005, Regie: Charles Atlas)
- Cripple and the Starfish (2006, Regie: Claire Carré)
- Another World (2008, Regie: Colin Whitaker)
- Epilepsy Is Dancing (2009, Regie: AFAS)
- Thank You for Your Love (2010, Regie: David Boatman)

## Gastauftritte
- Poison auf Tales Of A Grass Widow von CocoRosie (2013)
- Tears For Animals auf Tales Of A Grass Widow von CocoRosie (2013)
- Prisoner auf See the Light (2010) von Jessica 6 (Kollegin Nomi Ruiz von Hercules and Love Affair)
- Forgiveness auf Heart von Elisa Toffoli (2009)
- Beautiful Boyz auf Noah’s Ark von CocoRosie (2009)
- I Was Young When I Left Home Duett mit Bryce Dessner auf Dark Was the Night-Compilation (2009)
- als Duettpartner beim Song Will I Ever Learn auf Herbert Grönemeyers Best-of-Album Was muss muss (2008)
- Otto; or, Up with Dead People von Bruce LaBruce
- Blind und andere Tracks auf dem gleichnamigen Album von Hercules & Love Affair (2008)
- The Snow Abides, How God Moved at Twilight und Your Eyes Close auf The Snow Abides von Michael Cashmore (2007)
- Knockin’ on Heaven’s Door auf dem I’m-Not-There-Soundtrack (2007)
- als Duettpartner beim Song Beauty auf Linda Thompsons Album Versatile Heart (2007)
- Dull Flame of Desire und My Juvenile auf Björks Volta (2007)
- All There Is to Tell auf Golden Boy von Reuben Butchart (2007)
- Bird Gerhl auf V wie Vendetta Motion Picture Soundtrack (2006)
- If It Be Your Will auf Leonard Cohen – I’m Your Man Motion Picture Soundtrack (2006)
- Nighttime and Morning auf Desert Doughnuts von Metallic Falcons (2006)
- Idumæa und The Beautiful Dancing Dust auf Black Ships Ate the Sky von Current 93 (2006)
- Semen Song for John Bidgood auf The Rose Has Teeth in the Mouth of the Beast von Matmos (2006)
- One More Try auf dem Album Dial 0 von My Robot Friend (2006)
- I Defy auf dem Album Real Life von Joan as Police Woman (2006)
- Don’t Fall auf If I Were You von Jason Hart (2005)
- Happy X-mas (War Is Over) im Duett mit Boy George Auf Help: A Day in the Life (2005)
- Beautiful Boyz auf CocoRosies Noah's Ark (2005)
- Old Whore’s Diet auf Rufus Wainwrights Want Two (2005)
- Came So Far for Beauty Konzert zu Ehren Leonard Cohens (2005)
- Candy Says auf Lou Reeds Animal Serenade (2004)
- A Little Bit of Time auf Red Tape von Brooks (2004)
- You Stand Above Me, The Lake und Cripple and the Starfish auf Live at St Olaves, Split-EP mit Current 93 (2003)
- Calling for Vanished Faces I, This Carnival Is Dead and Gone und Virgin Mary, (PanDurtro, 2003) Split 7" Single mit Current 93 (Auflage: 500)
- Perfect Day und Change auf Lou Reeds Album The Raven (2003)
- Blood on the Door auf Breadcrumb Sins von Jamie Saft (2003)
- Whilst the Night Rejoices Profound and Still auf Live at the Teatro Iberico von Current 93 (2003)
- Poisonous Storytelling, One, Christian Prayers, Contempt for You, Killing His Family und Who Will Save Us auf Hercules and Love Affairs Album In Amber (Juni 2022; BMG, CD und Vinyl-LP)[33]